# Hailey Swirbul
Hailey Swirbul, född 10 juli 1998 i Anchorage i Alaska, är en amerikansk längdskidåkare. Hon tog två medaljer (silver och brons) på Juniorvärldsmästerskapen 2018.
Swirbul tog sin första pallplats i världscupen den 13 december 2020 när hon blev trea i 10 km fristil i Davos, Schweiz.

## Pallplatser i världscupen
Swirbul har en individuell pallplats i världscupen: en tredjeplats.
| Säsong  | Datum            | Plats | Disciplin                   | Placering |
| ------- | ---------------- | ----- | --------------------------- | --------- |
| 2020/21 | 13 december 2020 | Davos | 10 km individuell start (F) | 3:a       |